# Crataegus magniflora
Crataegus magniflora es una especie de planta del género Crataegus, perteneciente a la familia Rosaceae.

## Taxonomía
Crataegus magniflora fue descrita por Charles Sprague Sargent en 1903.

## Distribución
Se encuentra en el territorio sureste de Canadá hasta el centro-norte y noreste de Estados Unidos.